# Jüdischer Friedhof (Bad Pyrmont, Am Helsen)

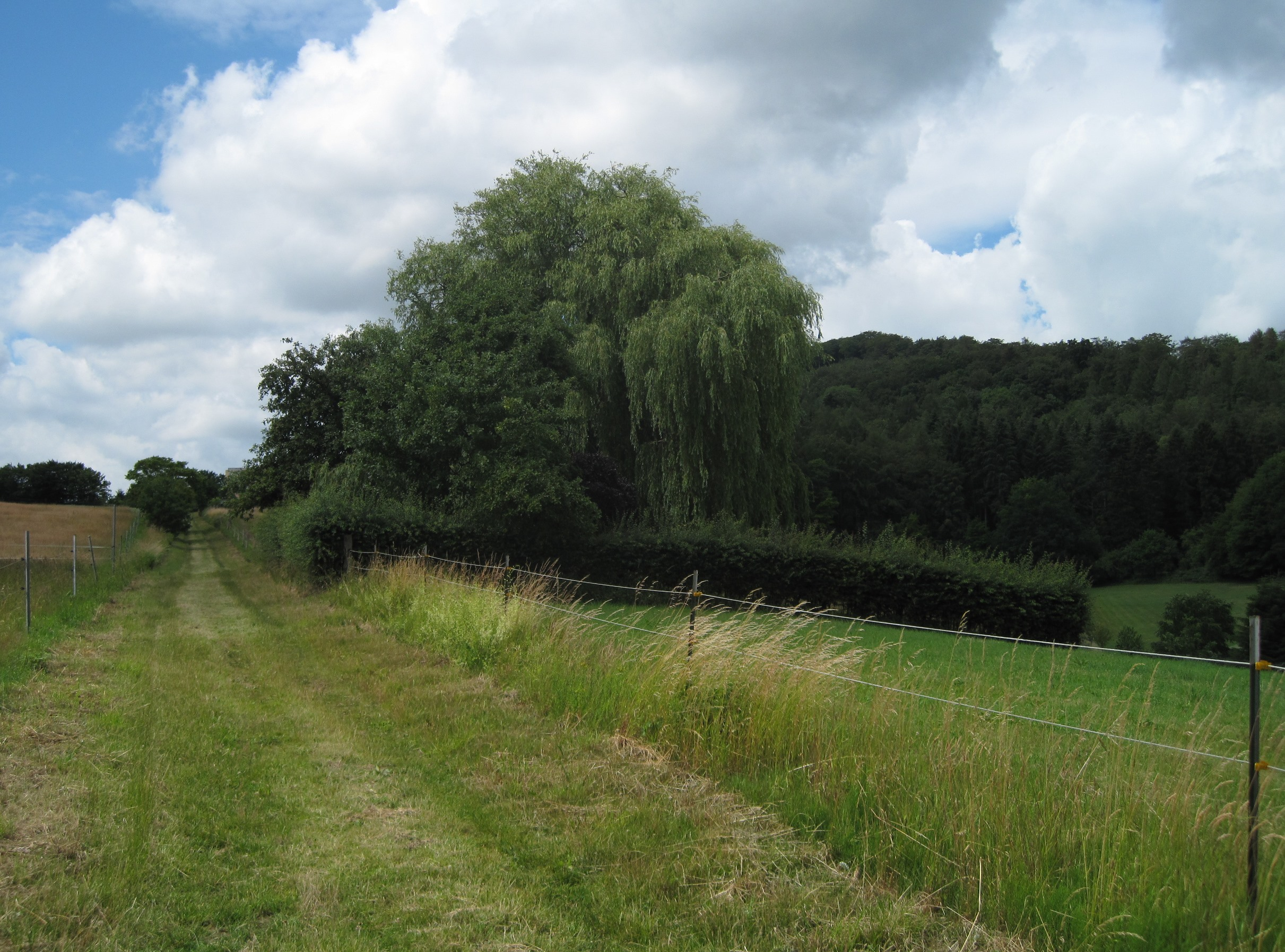
Friedhof Am Helsen

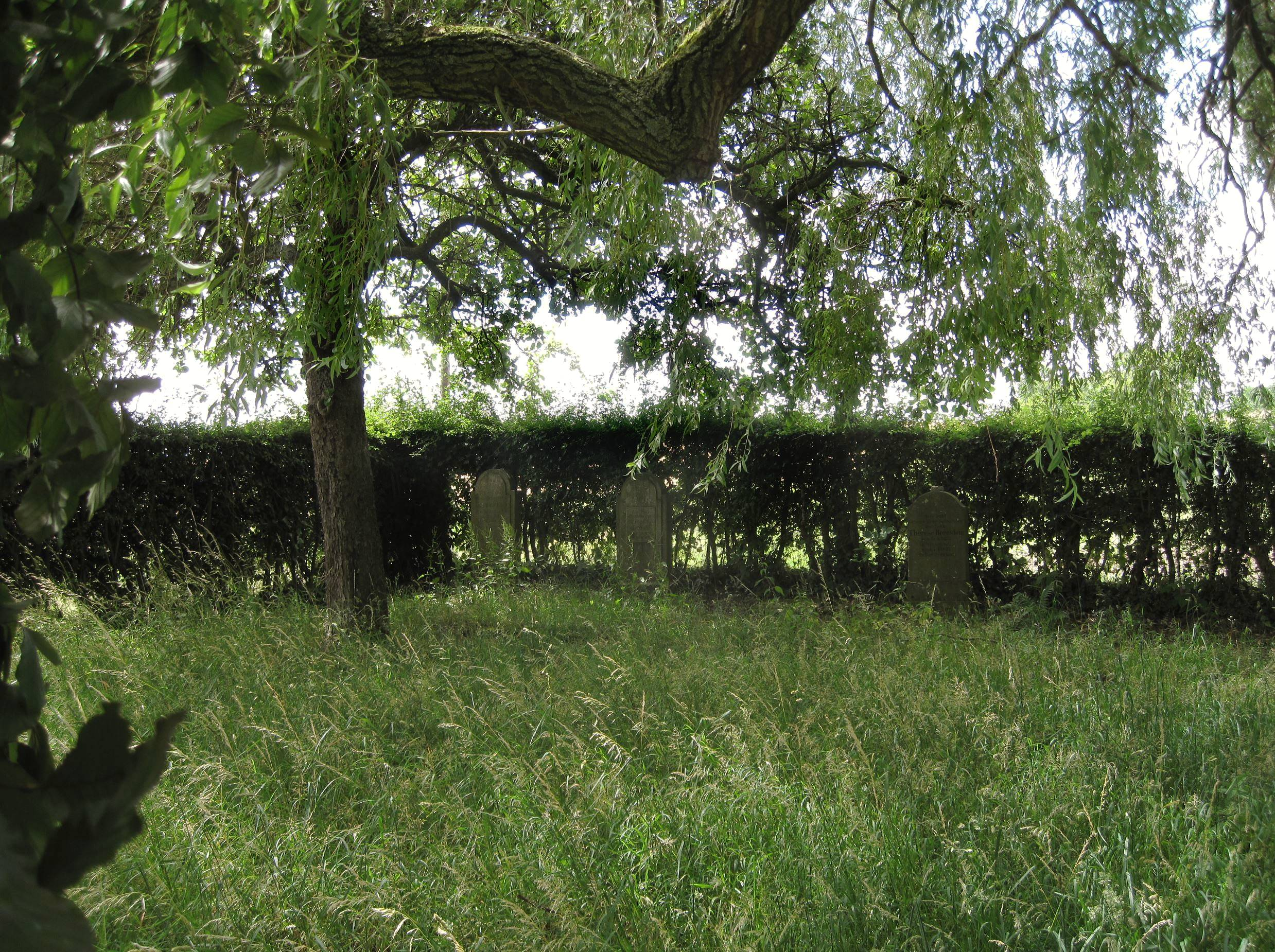
Grabsteine

Der jüdische Friedhof Am Helsen in der niedersächsischen Stadt Bad Pyrmont im Landkreis Hameln-Pyrmont ist ein Kulturdenkmal.
Der 400 Quadratmeter große Friedhof liegt weit außerhalb der Stadt in Richtung Norden Am Helsen. Auf ihm befinden sich vier Grabsteine.

## Geschichte
Der Friedhof wurde 1934 neu angelegt als Ersatz für den von der Stadt geschlossenen Friedhof an der Bombergallee. Belegt wurde er von 1935 bis 1937. Im Jahr 1938 wurden die Steine entfernt. 1945 wurde der Friedhof wiederhergestellt.